# Glen Duncan
Œuvres principales
- Moi, Lucifer
- Série Le Dernier Loup-garou

Glen Duncan, né le 17 octobre 1965 à Bolton (Lancashire, Royaume-Uni), est un auteur britannique, notamment de fantasy et de fantastique.

## Biographie
Glen Duncan est né le 17 octobre 1965 à Bolton (Lancashire, Royaume-Uni) dans une famille anglaise d'ascendance indienne, seul des quatre enfants à ne pas être né en Inde. Il fréquente une école catholique dans le primaire et dans le secondaire. À quinze ans, la lecture du Monde selon Garp de John Irving lui révèle que le seul métier qu'il souhaite vraiment est celui d'écrivain. Il suit des études de philosophie et de littérature à l'université de Lancaster. Il travaille quelques années comme libraire, avant de voyager en Inde et aux États-Unis et de devenir écrivain.     
Il publie son premier roman (après le rejet de ses cinq premiers manuscrits), Hope, en 1997. Son troisième roman, I, Lucifer (Moi, Lucifer en français), est nommé en 2004 pour le Geoffrey Faber Memorial Prize. Son huitième roman, The Last Werewolf (Le Dernier loup-garou en français) est nommé pour le prix Shirley-Jackson 2011, lui ouvre la voie d'un succès commercial (après le succès essentiellement critique des romans précédents), et forme une trilogie avec ses deux romans suivants, Talulla Rising (Talulla en français) et By Blood We Live (Rites de sang en français).     
Glen Duncan vit à Londres.     

## Œuvres

### SérieLe Dernier loup-garou
1. Le Dernier Loup-garou[7],[8],[9], Denoël, coll. « Lunes d'encre », 2012 ((en) The Last Werewolf[10], Canongate Books, 2011), trad. Michelle CharrierRéédition, Gallimard, coll. « Folio SF » no 496, 2014
2. Talulla, Denoël, coll. « Lunes d'encre », 2014 ((en) Talulla Rising, Canongate Books, 2012), trad. Michelle CharrierRéédition, Gallimard, coll. « Folio SF » no 531, 2015
3. Rites de sang, Denoël, coll. « Lunes d'encre », 2014 ((en) By Blood We Live[2], Alfred A. Knopf, 2014), trad. Michelle CharrierRéédition, Gallimard, coll. « Folio SF » no 555, 2016

### SérieValerie Hart
1. (en) The Killing Lessons, Orion, 2015
2. (en) Lovemurder, Orion, 2016

### Romans
- (en) Hope, Riverhead Books, 1997
- (en) Love Remains, Granta Books, 2000
- Moi, Lucifer, Denoël, coll. « Lunes d'encre », 2011 ((en) I, Lucifer[11], Scribner / Simon & Schuster, 2002), trad. Michelle CharrierRéédition, Gallimard, coll. « Folio SF » no 468, 2014
- (en) Weathercock, Simon & Schuster, 2003
- (en) Death of an Ordinary Man, Black Cat, 2004
- (en) The Bloodstone Papers, Ecco, 2006
- (en) A Day and A Night and A Day[12], Simon & Schuster, 2009